# بلير ديفيدسون
بلير ديفيدسون هو لاعب هوكي الجليد كندي، ولد في 10 أبريل 1955 في Cartwright, Manitoba ‏ في كندا.

## وصلات خارجية
- بلير ديفيدسون على موقع EliteProspects.com (الإنجليزية)
- بلير ديفيدسون على موقع HockeyDB.com (الإنجليزية)
- بلير ديفيدسون على موقع Hockey-Reference.com (الإنجليزية)